# 22世纪
| 千纪： | 2千纪 \| 3千纪 \| 4千纪                                                                                              |
| 世纪： | 19世纪 \| 20世纪 \| 21世纪 \| 22世纪 \| 23世纪 \| 24世纪 \| 25世纪                                                   |
| 年代： | 2100年代 \| 2110年代 \| 2120年代 \| 2130年代 \| 2140年代 \| 2150年代 \| 2160年代 \| 2170年代 \| 2180年代 \| 2190年代 |

2101年1月1日至2200年12月31日的这一段期间被称为22世纪。

## 科技預測
- 根據尼古拉·卡爾達肖夫每年能源使用量增長1％的推論，到2200年，地球將達到卡爾達肖夫指数的第一型文明。[1]

## 天文
- 将有239次月食。
- 2126年7月29日世界时16时8分，水星掩火星。
- 2133年12月3日世界时14时14分，水星掩金星。
- 2134年，哈雷彗星返回内太阳系。
- 2148年，火星与土星三合。
- 2170年，火星与木星三合。
- 冥王星绕太阳一周约为248地球年，2178年将是自从冥王星被发现以后，它第一次绕太阳转过一圈。
- 2185年，火星与土星三合。
- 2187年，火星与土星三合。
- 2197年9月2日，金星掩角宿一。（之前一次掩角宿一是在1783年11月10日）

## 科幻作品中的22世纪

### 文学（小说、超短篇小说、漫画）
- 《Distress》，作者 Greg Egan
- 《The Sirens of Titan》，作者 Kurt
- 《Kaleidoscope》，作者 John Barnes
- 《Noon Universe》，作者 Boris和Arkady Strugatsky
- 《Rendezvous with Rama》，作者 Arthur C. Clarke
- 《When Gravity Fails》，作者 George Alec Effinger
- 《Judge Dredd》，出版于公元2000年的故事。最初的事件发生在2099年，虽然大部分故事发生于22世纪，大约是真实世界出版该故事后的122年，因此2005年出版的漫画将在2127年发生。
- 《Strontium Dog》，出版于2000年的故事。
- 《Crisis in 2140》（以Nula《Sci-Fi Channel》中创世纪任务（Mission Genesis）发生在2157年。
- 《三体》：危机纪年205年(公元221X/222X年)：末日战役、黑暗战役・掩体纪元67年(公元2400年)：太阳系开始二维化。
- 《哆啦A梦》中，
  - 主角之一的哆啦A梦誕生于2112年9月3日。
  - 2114年12月2日哆啦A夢的妹妹哆啦美誕生。
  - 2115年1月19日哆啦A梦被野比大雄的玄孙世修认投。
  - 2122年8月30日哆啦A梦的耳朵被老鼠咬掉。
  - 2123年4月5日哆啦A夢受世修之托前往21世紀幫助他的高祖父野比大雄。

### 电视与电影
- 《多啦A夢》中的主角，机器猫多啦A梦誕生于2112年9月3日。
- 第一部外星电影《Alien》的故事发生于2122年。
- 《Bicentennial Man》中一半的故事发生在22世纪。
- 由于时空旅行的能力，Doctor Who在22世纪中的不同时候多次出现。
- 《Daleks - Invasion Earth 2150 AD》，一部基于第二部《Doctor Who》电视故事的电影改写本，特写Daleks
- ，一部日本电视动画影集。其中UC时间从2081年开始。一年战争（One Year War）发生于2159年（UC 0079）。
- 《Gundam Wing》故事起始于2166年（AC 195）。
- 《Gundam X》中，2174年，在alternate universe Mobile Suit Gundam中，地球联邦（the Earth Federation）在一年战争（the One Year War，在GX中叫做第七次太空战争（the Seventh Space War））中战败，七年战争也与一年战争（the One Year War）发生在同一时候。
- 《Gundam Seed》，在alternate universe Mobile Suit Gundam中，宇宙历（the Cosmic Era calendar）在关于21世纪中期的石油危机的预言之后约10年开始，CE历大约开始于2040至2090之间，故事因此发生在2111年至2161年间。
- 《Phil of the Future》，一部迪士尼频道（Disney Channel）的电视剧。在他们闯入2003年12月之前，Diffys来自2121年。主题曲引用了Phil的22nd Century man。
- 《22世纪的夏洛克·福尔摩斯》（Sherlock Holmes in the 22nd Century），一部动画电视剧，剧中夏洛克·福尔摩斯带有科幻色彩。
- 动画《宇宙战舰大和号》（Space Battleship Yamato）中，宇宙战舰大和号发射于2199年10月9日，前往执行一个保卫地球的任务。
- 《星艦迷航記》中，地球与罗慕伦在2156年至2160年发生战争。导致了2161年10月11日，行星联合联盟（the United Federation of Planets）和Starfleet成立。该片也预言，人类将于2103年殖民火星。
- 《Star Trek: Enterprise (2151-2161)》中，第一艘有能力飞往Warp 5的恒星际飞船从地球发射，导致了一场空前的太空探险，包括第一次与克林贡、Andorians和罗慕伦接触。在故事中，从佛罗里达至委内瑞拉的地区将在2153年的外星攻击中毁坏，导致7百万人死亡。2161年，在行星联合联盟（the United Federation of Planets）成立前，退役。
- ，一部科幻电影中，主角Neo发现他所相信的真实源自于计算机模拟。剧中另一角色Morpheus确定故事发生于2199年。然而，电影《黑客帝国2 重装上阵》中称，电影发生在《黑客帝国》剧中的第七化身内，因此，事实上电影的发生时间远比先前认为的要在更久远之后。
- 《巴比倫五號》中，宗教Foundationism开始于2157年。
- 香港無綫電視翡翠台於2007年農曆新年前播出一套名為《盛世連年》的賀年宣傳廣告，故事背景為2107年的香港。
- 2009年科幻電影《阿凡達》，其背景設定於2154年。
- 2012年史詩電影《雲圖》中的第五個故事，其背景設定於2144年的韓國新首爾。
- 2019年日本特攝劇《假面騎士ZI-O》第23~24話，其中一個場景設定於2121年。
- 2021年马来西亚网络剧《月老便利店》，其背景設定於22世纪，年份不详[2]。

### 电脑游戏
- Zero Wing开始于2101年。
- 任天堂游戏Mach Rider开始于2112年。
- System Shock 2开始于2114年。
- Alien Legacy中，2119年发射Seedship UNS Calypso，2135年发射Tantalus。
- 毀滅戰士3（Doom 3）的故事發生於2145年，在當時火星的聯合宇宙航空公司基地。
- 公元2150 (Earth 2150) 中，地球在2150年年末被毁灭。
- Aliens vs. Predator发生于2154年。
- Star Control II: The Ur-Quan Masters从2155年2月17日开始。
- Fallout开始于2161年。
- Traffic Department 2192发生于2192年。
- 毀滅戰士（Doom）游戏事件開始。
- 洛克人X系列发生于21XX年间。（从2114年或以后开始）
- Front Mission 3发生于2112年。而且，这一年，the People's Republic of Da Han Zhong脱离中国而形成。
- 戰地風雲2142（Battlefield 2142）

### 其他
- 2112年，Rush乐队的一个专辑中提到一个人生活在反乌托邦社会。
- 角色扮演游戏Reich Star发生在2134年，它在1991年由Simon Bell和Ken Richardson以Creative Encounters的名称发表。